# 马梅
马梅（法語：Mametz，法語發音：[mame]）是法国上法蘭西大區加来海峡省的一个市镇，属于圣奥梅尔区。

## 地理
马梅（50°38'4"N, 2°19'31"E）面积9.53 平方千米，位于法国上法蘭西大區加来海峡省，该省份为法国北部沿海省份，西北濒北海，南至索姆省，东临北部省。
与马梅接壤的市镇（或旧市镇、城区）包括：利斯河畔艾尔、布莱西、圣奥古斯坦、泰鲁阿讷、昂坎莱吉讷加特。
马梅的时区为UTC+01:00、UTC+02:00（夏令时）。

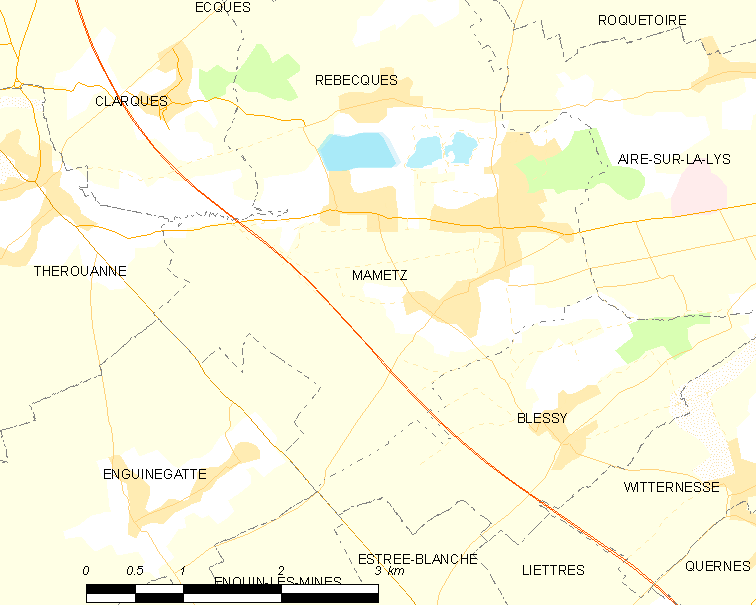
马梅的OSM定位图

## 行政
马梅的邮政编码为62120，INSEE市镇编码为62543。

## 政治
马梅所属的省级选区为弗吕日县。

## 人口

1962-2008年间马梅人口变化图示

马梅于2022年1月1日时的人口数量为1985人。